# Deutsche Depressionsliga
Die Deutsche Depressionsliga (Eigenschreibweise auch: Deutsche DepressionsLiga, DDL) ist eine Selbsthilfeorganisation von Patienten, die an einer Depression erkrankt sind, und deren Angehörigen.

## Geschichte
Der Verein wurde im Jahr 2009 als erste ausschließlich von Betroffenen organisierte bundesweit tätige Patientenvertretung mit dem Ziel gegründet, über Depression aufzuklären, praktische Hilfestellung für Betroffene zu leisten und deren Interessen zu vertreten. Hierzu betreibt die DDL Lobby- und Pressearbeit.
Seit 2011 richtet der Verein mit der Stiftung Deutsche Depressionshilfe und dem Deutschen Bündnis gegen Depression alle zwei Jahre den Patientenkongress Depression in Leipzig aus, an dem bisher jeweils zwischen 1000 und 1500 Personen teilgenommen haben.

## Positionen
Der Verein setzt sich dafür ein, dass Patienten, die an einer Depression erkrankt sind, so schnell wie möglich Hilfe erhalten sollen. Die DDL kritisiert deshalb insbesondere die langen Wartezeiten bei der Suche nach einer Behandlung. Viele Betroffene seien aufgrund ihrer Erkrankung nicht in der Lage, die langwierige Suche nach einem Therapieplatz auf sich zu nehmen. Seit Januar 2010 betreibt der Verein eine Beratung per E-Mail und unterstützt durch Datenbanken bei der Suche nach  Informationen zum Thema Depression.

## Organisation
Der gemeinnützige eingetragene Verein mit Sitz in Bonn finanziert sich aus Mitgliedsbeiträgen, Spenden und Zuwendungen der gesetzlichen Krankenkassen für die Projektfinanzierung.
Schirmherr ist seit 2018 Torsten Sträter.